# Paroles tissées
Paroles tissées ('verweven woorden') is een lied gecomponeerd door de Pool Witold Lutosławski. Hij voltooide het op 15 april 1965. 
Het is een toonzetting van een vierdelig gedicht van Jean-François Chabrun met de titel: Quatre tapisseries pour la châtelaine de Vergy. Lutosławski vond die titel te lang en vroeg de dichter een alternatief en kreeg toen onder andere deze titel Paroles tissées op. De dichter verwees met zijn gedicht naar de onmogelijke liefde tussen kasteelvrouw van Vergy en een ridder van de hertog van Bourgondië. Het is fictief, maar het verhaal gaat terug naar het begin van de 13e eeuw. Chabrun schreef een surrealistische versie van het aloude Châtelaine de Vergy.
Het gedicht heeft een soort ketenstructuur, dezelfde passage komt steeds met een ander vervolg terug: Une ombre l'ensorcelle (een schaduw betovert het). Lutosławski schreef de muziek eerst en plaatste pas daarna het gedicht als nieuwe stem voor een muziekinstrument erbij. Toch is er enige overeenkomst met latere muziek van de componist toen hij met Chain 1 etc. ook een soort keten in zijn muziek verwerkte. In de Paroles tissées gebruikt de componist de zanger ook als spreker. Op het compositorisch vlak ligt de muziek in de lijn van de toenmalige stijl van Lutosławski. Er is een afwisseling van geheel vastliggende muziek en aleatoriek.
De première van Paroles tissées werd gegeven door Peter Pears op 20 juni 1965 met het Philomusica of London onder leiding van de componist.
Lutosławski schreef het voor:
- zangstem
- 1 man/vrouw percussie,  1 harp, 1  piano
- violen (5 eerste, 5 tweede), 3 altviolen, 3 celli, 1 contrabas

## Discografie
- Uitgave Decca: Peter Pears met London Sinfonietta o.l.v. Witold Lutoslawski [CD versie Decca 478 4579]
- Uitgave Naxos: Piotr Kusiewicz met het Pools Nationaal Radio-Symfonieorkest o.l.v. Antoni Wit
- Uitgave Chandos: Toby Spence met het BBC Symphony Orchestra o.l.v. Edward Gardner